# Халенко, Василий Иванович
Василий Иванович Халенко (10 сентября 1924, с. Колотиловка, Курская губерния — 2002, Сумы) — красноармеец Рабоче-крестьянской Красной армии, участник Великой Отечественной войны, Герой Советского Союза (1944).

## Биография
Василий Халенко родился 10 сентября 1924 года в селе Колотиловка (ныне — Краснояружский район Белгородской области). После окончания начальной школы работал в колхозе. В 1943 году Халенко был призван на службу в Рабоче-крестьянскую Красную армию. С марта того же года — на фронтах Великой Отечественной войны.
К марту 1944 года красноармеец Василий Халенко был стрелком 764-го стрелкового полка 232-й стрелковой дивизии 40-й армии 2-го Украинского фронта. Отличился во время освобождения Винницкой области Украинской ССР и Молдавской ССР. 5 марта 1944 года Халенко во время прорыва немецкой обороны в числе первых поднялся в атаку, увлекая за собой товарищей. 30 марта 1944 года вновь отличился во время форсирования Прута в районе села Перерыта Бричанского района.
Указом Президиума Верховного Совета СССР от 13 сентября 1944 года красноармеец Василий Халенко был удостоен высокого звания Героя Советского Союза с вручением ордена Ленина и медали «Золотая Звезда».
В 1946 году Халенко был демобилизован. Проживал и работал в Сумах, потом в Лебедине. Умер в 2000 году, похоронен в Лебедине.
Был также награждён орденом Отечественной войны 1-й степени и рядом медалей.